# Anthony Hill

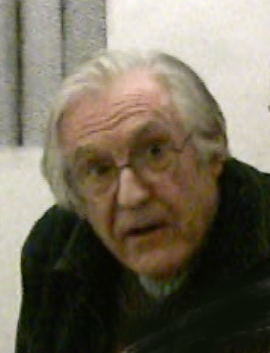
Anthony Hill (2019)

Anthony Hill (* 23. April 1930 in London, Großbritannien; † 13. Oktober 2020) war ein britischer Maler, Grafiker und Reliefkünstler. Er galt als ein wichtiger Vertreter der Konstruktivistischen Kunst und der Geometrischen Abstraktion in Großbritannien.

## Leben und Werk
Anthony Hill studierte von 1947 bis 1951 an der St Martin’s School of Art. Er begann mit Malereien im Stil des Dada und des Surrealismus. Im 1948 begann er geometrisch-abstrakt zu malen. Sein erstes Relief schuf er 1954.
Er arbeitete eng mit den Vertretern des Konstruktivismus im England der 1950er Jahre, wie Victor Pasmore, Adrian Heath, John Ernest, Kenneth Martin, Mary Martin, Stephen Gilbert und Gillian Wise zusammen und wurde selbst ein wichtiges Mitglied der britischen konstruktivistischen Kunst-Bewegung. Von 1953 bis 1963 war er Lehrer an der Regent Street Polytechnic School of Art und ab 1964 an der Chelsea School of Art.
Anthony Hill schuf zahlreiche Reliefs. Ein Merkmal dieser Reliefs war die Verwendung von nicht traditionellen, industriellen Materialien wie Aluminium und Plexiglas. Er nahm an Ausstellungen von abstrakter und konstruktivistischer Kunst in Großbritannien, Paris, Deutschland, Holland, Polen, der Schweiz und den USA teil. Einige seiner Werke sind Teil der Sammlung der Tate Gallery in London. Seine erste Einzelausstellung hatte er 1958 im Institute of Contemporary Arts (ICA) in London. Er war Teilnehmer der 2. Biennale von Paris 1961, der 4. Biennale von San Marino 1963 und im Jahr 1968 mit vier farbigen Metall-Kunststoff-Reliefs Teilnehmer der 4. documenta in Kassel. Im Jahre 1983 veranstaltete die Hayward Gallery eine große Retrospektive von Anthony Hills konstruktivistischen Arbeiten.
Anthony Hill hatte eine lebenslange Faszination für die Mathematik, und es gab viele Mathematiker in seinem Bekanntenkreis. Zusammen mit seinem Kollegen John Ernest lieferte er Beiträge zur Graphentheorie und wurde im Jahr 1979, in Anerkennung einer Reihe von wichtigen mathematischen Schriften zum Mitglied der London Mathematical Society. Auch fast allen seiner Reliefs lagen mathematische Struktur und Logik zugrunde.